# محوطه مریان ۱
محوطه مریان ۱ در شهرستان طوالش، بخش مرکزی، روستای مریان واقع شده و این اثر در تاریخ ۲۷ بهمن ۱۳۸۲ با شمارهٔ ثبت ۱۱۰۰۴ به‌عنوان یکی از آثار ملی ایران به ثبت رسیده است.